# DeVaughn Akoon-Purcell
DeVaughn Akoon-Purcell (Orlando, Florida, 5 de junio de 1993) es un jugador de baloncesto estadounidense que actualmente juega en las filas del Lokomotiv Kuban de la VTB League. Mide 1,96 metros, y juega en la posición de alero

## Trayectoria deportiva

### Universidad
Tras dos años en el Eastern Oklahoma State College, jugó dos temporadas con los Redbirds de la Universidad Estatal de Illinois, en las que promedió 13,5 puntos y 5,3 rebotes por partido.

### Profesional
Tras no ser elegido en el Draft de la NBA de 2016, firma por el Bakken Bears de Dinamarca. Con 21.4 puntos de media en la liga doméstica (contando también los partidos de Play Off), Akoon Purcell ha sido el hombre que ha guiado a su equipo hasta el título de liga logrado en mayo de 2017. Además, en la Basketball Champions League, fue tercero en la lista de máximos anotadores con un promedio de 17.3. Es difícil ubicarlo en una posición exacta dentro de la cancha, porque se trata de un jugador que maneja el bote como un base, penetra como un escolta y machaca como un alero.
En agosto de 2018 firmó un contrato dual con Denver Nuggets de la NBA que le permite jugar también en la G League.
El 23 de agosto de 2021, firma como jugador del Galatasaray Doğa Sigorta de la Türkiye Basketbol 1. Ligi.
El 21 de diciembre de 2022, firma por el Lokomotiv Kuban de la VTB League.

## Estadísticas de su carrera en la NBA

### Temporada regular
| Año     | Equipo | PJ | PT | MPP | %TC  | %3P  | %TL  | RPP | APP | ROB | TPP | PPP |
| ------- | ------ | -- | -- | --- | ---- | ---- | ---- | --- | --- | --- | --- | --- |
| 2018-19 | Denver | 7  | 0  | 3.1 | .300 | .000 | .500 | .5  | .8  | .2  | .0  | 1.0 |
| Total   | Total  | 7  | 0  | 3.1 | .300 | .000 | .500 | .5  | .8  | .2  | .0  | 1.0 |